# Drapeau de la république de Touva
Le drapeau de la république de Touva est l’un des symboles de la république de Touva, l’une des républiques de Russie. Il a été adopté en 1992 sous les proportions 1:2, puis ses proportions ont été modifiées à 2:3 en 2002.

## Description
La loi de la république de Touva relative à son drapeau le définit ainsi :

« Le drapeau national de la république de Touva est de forme rectangulaire. Du côté de la hampe, des bandes obliques blanches et bleu clair sortent des coins supérieur et inférieur du drapeau. En se rencontrant, les bandes bleu clair forme une seule bande qui traverse le drapeau en longueur en son milieu. Des bandes blanches parallèles se trouvent au-dessus et en dessous.
Le triangle formé par les bandes blanches qui sortent des coins supérieur et inférieur du drapeau et son côté gauche a une couleur dorée. Le rapport entre la largeur du drapeau et sa longueur est 2:3.
L’écart entre le bord du drapeau (du côté de la hampe) et l’intersection des bandes blanches est égal à 1/3 de la longueur du drapeau. La largeur des bandes bleu clair qui sortent des coins supérieur et inférieur du drapeau est égale à 1/18 de la largeur du drapeau. L’écart entre les bords extérieurs des bandes blanches supérieure et inférieure qui traversent le drapeau en son milieu est égal à 1/6 de la largeur du drapeau.
Les bandes blanches qui sortent des coins supérieur et inférieur du drapeau national de la république de Touva symbolisent les principales rivières qui arrosent la république de Touva, Bii-Khem et Kaa-Khem, et la bande blanche issue de leur réunion qui traverse le drapeau symbolise Ulug-Khem (le Ienisseï). »

## Anciens drapeaux

Drapeau de la république socialiste soviétique autonome de Touva de 1978 à 1992.
Drapeau de proportions 1:2, utilisé de 1992 à 2002.